# Damernas tvåa utan styrman i rodd vid olympiska sommarspelen 2000
Damernas tvåa utan styrman i rodd vid olympiska sommarspelen 2000 avgjordes mellan den 17 och 23 september 2000.

## Medaljörer
| Gren              | Guld                                  | Silver                                | Brons                              |
| Tvåa utan styrman | Georgeta Damian och Doina Ignat (ROU) | Kate Slatter och Rachael Taylor (AUS) | Karen Kraft och Melissa Ryan (USA) |

## Resultat

### Heat

#### Heat 1
| Placering | Roddare                            | Land          | Tid     | Noteringar |
| --------- | ---------------------------------- | ------------- | ------- | ---------- |
| 1         | Georgeta Damian Doina Ignat        | Rumänien      | 7:16,22 | Q          |
| 2         | Karen Kraft Melissa Ryan           | USA           | 7:18,74 | R          |
| 3         | Claudia Barth Lenka Wech           | Tyskland      | 7:20,23 | R          |
| 4         | Jevhenija Andrieieva Nina Proskura | Ukraina       | 7:30,82 | R          |
| 5         | Marloes Bolman Femke Dekker        | Nederländerna | 7:47,99 | R          |

#### Heat 2
| Placering | Roddare                           | Land           | Tid     | Noteringar |
| --------- | --------------------------------- | -------------- | ------- | ---------- |
| 1         | Helen Fleming Colleen Orsmond     | Sydafrika      | 7:17,83 | Q          |
| 2         | Kate Slatter Rachael Taylor       | Australien     | 7:20,69 | R          |
| 3         | Theresa Luke Emma Robinson        | Kanada         | 7:20,84 | R          |
| 4         | Albina Ligattjeva Vera Potjitaeva | Ryssland       | 7:22,69 | R          |
| 5         | Dot Blackie Cath Bishop           | Storbritannien | 7:40,73 | R          |

### Återkval

#### Återkval 1
| Placering | Roddare                            | Land           | Tid     | Noteringar |
| --------- | ---------------------------------- | -------------- | ------- | ---------- |
| 1         | Karen Kraft Melissa Ryan           | USA            | 7:21,00 | A          |
| 2         | Theresa Luke Emma Robinson         | Kanada         | 7:24,69 | A          |
| 3         | Jevhenija Andrieieva Nina Proskura | Ukraina        | 7:31,11 | B          |
| 4         | Dot Blackie Cath Bishop            | Storbritannien | 7:36,53 | B          |

#### Återkval 2
| Placering | Roddare                           | Land          | Tid     | Noteringar |
| --------- | --------------------------------- | ------------- | ------- | ---------- |
| 1         | Kate Slatter Rachael Taylor       | Australien    | 7:19,79 | A          |
| 2         | Claudia Barth Lenka Wech          | Tyskland      | 7:20,12 | A          |
| 3         | Albina Ligattjeva Vera Potjitaeva | Ryssland      | 7:20,51 | B          |
| 4         | Marloes Bolman Femke Dekker       | Nederländerna | 7:40,00 | B          |

### Finaler

#### Final B
| Placering | Roddare                            | Land           | Tid     | Noteringar |
| --------- | ---------------------------------- | -------------- | ------- | ---------- |
| 1         | Albina Ligattjeva Vera Potjitaeva  | Ryssland       | 7:17,87 |            |
| 2         | Jevhenija Andrieieva Nina Proskura | Ukraina        | 7:20,82 |            |
| 3         | Dot Blackie Cath Bishop            | Storbritannien | 7:26,95 |            |
| 4         | Marloes Bolman Femke Dekker        | Nederländerna  | 7:27,22 |            |

#### Final A
| Placering | Roddare                       | Land       | Tid     | Noteringar |
| --------- | ----------------------------- | ---------- | ------- | ---------- |
| 1         | Georgeta Damian Doina Ignat   | Rumänien   | 7:11,00 |            |
| 2         | Kate Slatter Rachael Taylor   | Australien | 7:12,56 |            |
| 3         | Karen Kraft Melissa Ryan      | USA        | 7:13,00 |            |
| 4         | Theresa Luke Emma Robinson    | Kanada     | 7:15,48 |            |
| 5         | Helen Fleming Colleen Orsmond | Sydafrika  | 7:16,84 |            |
| 6         | Claudia Barth Lenka Wech      | Tyskland   | 7:20,08 |            |